# Charles Arthur Moser
Charles Arthur Moser (1935. január 6. – 2006. december 12.) amerikai irodalomkritikus, politikai aktivista, egyetemi oktató, akinek fő kutatási területe az orosz és bolgár irodalom volt.

## Élete és pályafutása
Édesapja Arthur Hurst Moser, a Tennessee-i Egyetem klasszikaprofesszora volt. 1956-ban summa cum laude szerezte meg alapdiplomáját szláv nyelvekből a Yale Egyetemen. 1958-ban szerezte meg a mesterfokozatot a Columbia Egyetemen, majd 1962-ben Ph.D. fokozatot szerzett ugyanitt. 1960 és 1967 között a Yale-en oktatott, majd a George Washington Egyetem szláv nyelvek és irodalom tanszékére került, ahol 1969 és 1974, valamint 1980 és 1989 között tanszékvezető volt.
Felesége Anasztaszija Dimitrova-Mozer bolgár politikus, Georgi Dimitrov politikus lánya. Moser 1992-ben Bulgáriában alapítványt hozott létre a bolgár demokrácia elősegítése érdekében, és feleségével Szófiába költöztek.

## Válogatott művei
- Pisemsky; a provincial realist. Cambridge, Mass.: Harvard University Press (1969). ISBN 978-0674428898
- A History of Bulgarian Literature 865–1944. The Hague: Mouton & Co. (1972). ISBN 9789027920089
- Dimitrov of Bulgaria: a political biography of Dr. Georgi M. Dimitrov. Ottawa, Ill.: Caroline House (1979). ISBN 978-0898030112
- The Russian short story: a critical history. Boston: Twayne (1986). ISBN 978-0805793604
- Esthetics as nightmare: Russian literary theory, 1855-1870. Princeton, N.J.: Princeton University Press (1989). ISBN 978-0691603407

## Fordítás
- Ez a szócikk részben vagy egészben  a   Charles Arthur Moser című angol Wikipédia-szócikk fordításán alapul.  Az eredeti cikk szerkesztőit annak laptörténete sorolja fel. Ez a jelzés csupán a megfogalmazás eredetét és a szerzői jogokat jelzi, nem szolgál a cikkben szereplő információk forrásmegjelöléseként.